# 2008年北京オリンピックのプエルトリコ選手団
2008年北京オリンピックのプエルトリコ選手団（2008ねんペキンオリンピックのプエルトリコせんしゅだん）は、2008年8月8日から8月24日まで開催された2008年北京オリンピックにおけるプエルトリコ選手団の名簿。選手名及び所属・記録は2008年当時のもの。

## 種目別選手・スタッフ名簿及び成績

### 水泳

#### 競泳
- Daniel Velez（男子100m平泳ぎ）
- Douglas Lennox-Silva（男子200mバタフライ）

### 柔道
- Abderraman Brenes（男子81kg級）
- Alexis Chiclana（男子90kg級）
- Pablo Figueroa（男子100kg超級）